# Kliški sandžak-begovi
Kliški sandžak-beg je bio upravitelj Kliškog sandžaka.

## Kliški sandžak-begovi:
1. Muratbeg, bio je prvi kliški sandžak-beg nakon pada Klisa 12.III.1537. godine 1543. postavljen je za požeškog sandžak-bega. Umro je u Požegi 1545. Sahranjen je u Sarajevu uz Begovu džamiju.
2. Malkoč-beg, rodom iz Duzi kod Prozora (Rama), pa je zato nazvan Dugalić. Bio je kliški sandžak-beg od 1543. do 1553. Kada ga je Porta imenovala bosanskim namjesnikom. Imao je dva sina: Džafera i Huseina.
3. Ferhad-beg Sokolović, bio je kliški sandžak-beg od 1553. do 1574. Kada je postao prvi bosanski paša. Njegova su braća Ali-beg (pod 4.) i Mustafa-beg (pod 5.),a njegov sin Kurt-beg.
4. Alibeg Sokolović, bio je kliški sandžak-beg od 1574. do 1576. godine, kada je bio postavljen za sandžak-bega u Požegi.
5. Mustafabeg Sokolović, bio je kliški sandžak-beg od 1576. do 1583. godine.
6. Mehmedbeg, bio je kliški sandžak-beg od 1574. do 1576. godine
7. Sultanizade Mustafa paša Rustembegović, bio je kliški sandžak-beg od 1591. do pogibije pod Siskom 22.VI.1593.
8. Mustajbeg Pijalepašić, bio je kliški sandžak-beg od 1593. do 1596. godine, kada je postao požeški sandžak-beg.
9. Mehmedbeg Pijalepašić, bio je kliški sandžak-beg, kratko vrijema 1597.
10. Dervišbeg, kliški sandžak-beg, bio je kratko vrijema 1597.
11. Mehmedbeg Pijalepašić, bio je ponovo kliški sandžak-beg od 1597. do 1602.
12. Mehmedbeg, bio je kliški sandžak-beg od svršetka 1602., pa kratko vrijeme do ožujka 1603.
13. Zulfikar paša Atlagić, bio je kliški sandžak-beg od 1609. do 1615.
14. Piri paša, ubio je Atlagića (pod 13.), bio je kliški sandžak-beg, spomen 1616.
15. Ajmehanbeg, bio je kliški sandžak-beg, spomen 1627.
16. Nišandži Jusufpaša, bio je kliški sandžak-beg od 1633 do 1637.
17. Mehmedbeg Mujstajbegović, bio je posljednji kliški sandžak-beg 1648.